# Kvačianska dolina
Kvačianská dolina je krasové údolí ve východní části Chočských vrchů na Slovensku. Údolí je chráněno jako národní přírodní rezervace, která leží v správních územích obcí Kvačany (katastrální území Dlhá Lúka a Kvačany) a Veľké Borové v okrese Liptovský Mikuláš v Žilinském kraji. Chráněné území bylo vyhlášeno v roce 1967 a jeho rozloha je 461,79 hektaru. Předmětem ochrany je průlomové údolí se zachovalými lesními a skalními společenstvy. Údolím protéká potok Kvačianka a vede jím červeně značená turistická trasa z Kvačan do Veľkého Borového nebo do Huty. V její horní části se v lokalitě Oblazy nacházejí dva vodní mlýny, které jsou technickými památkami.